# Гадоліній
Гадоліній (лат. Gadolinium) — хімічний елемент з символом Gd і атомним номером 64. Це сріблясто-білий, ковкий та пластичний рідкісноземельний метал. Належить до групи лантаноїдів. Зустрічається в природі тільки у зв'язаній формі.

## Загальна інформація
Гадоліній у вигляді металу має незвичайні металургійні властивості, в тому сенсі, що навіть 1 % гадолінію може значно поліпшити тривкість і стійкість до окислення за високої температури сплавів заліза та хрому. Гадоліній, як метал або у складі солей має виключно високе поглинання нейтронів і завдяки цьому використовуються для захисту в від нейтронів у ядерній промисловості та при нейтронографії. Як і більшість рідкісноземельних елементів, гадоліній часто зустрічається у форми тривалентних іонів, які мають флуоресцентні властивості. Солі Gd(III) використовуються в складі зелених люмінофорів.

## Історія
Перший елемент ітрієвої землі в періодичній системі елементів було знайдено Жаном Шарлем Галісардом Маріньяком у 1880 році спектроскопічним методом в мінералах Церіті та Ґадолініті. У 1886 він добув білий порошок з Самарскіту та назвав його Y з самарскіту. У той самий рік Поль Еміль Лекок де Буабодран добув оксид гадолінію і назвав елемент на честь відкривача мінералу гадолініту — фінського хіміка Йогана Ґадоліна. 
 Лише у 1935 році Жоржу Урбану вдалося добути елементарний гадоліній.

## Характеристика

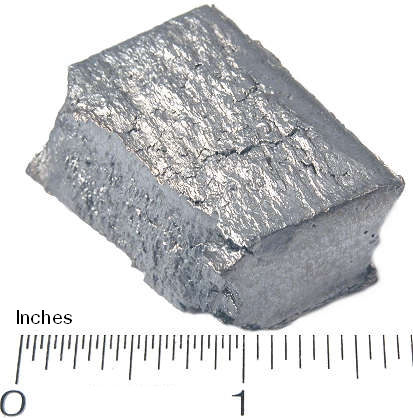
Зразок металічного гадолінію

### Фізичні властивості
Гадоліній являє собою сріблясто-білий ковкий та пластичний рідкісноземельний метал. Він кристалізується в гексагональній сингонії, щільноупакованної α-форми за кімнатної температури, але при нагріванні до температури вище 1235 °C, він перетворюється на β-форму, яка має кубічну структуру.
Гадоліній-157 має найвищій переріз поглинання теплових нейтронів серед усіх стабільних нуклідів: 259000 барн. Тільки ксенон-135 має більш високий поперечний переріз, 2 млн барн, але цей ізотоп є нестійким.
Гадоліній є феромагнетиком при температурах нижче 20 °С і сильно парамагнітний вище цієї температури. Гадоліній демонструє магнітокалориметричний ефект — його температура підвищується, коли він входить в магнітне поле, і зменшується, коли він покидає його. Температура знижується на 5 °С для сплаву гадолінію Gd85Er15, є сплав кремнію Gd5Si2Ge2, що має більший ефект, але при значно нижчій температурі переходу (85 К)
Окремі атоми гадолінію було введено у молекулу фулерену і отримано зображення за допомогою трансмісійногоо електронного мікроскопа (ТЕМ). Окремі атоми Gd і малі кластери з Gd також було поміщено в вуглецеві нанотрубки.

### Хімічні властивості
Гадоліній реагує з більшістю елементів з формуванням бінарних сполук: азотом, вуглецем, сіркою, фосфором, бором, селеном, кремнієм та миш'яком при підвищених температурах.
На відміну від інших рідкісноземельних елементів, металевий гадоліній є відносно стійким на сухому повітрі. Тим не менш, він доволі швидко окиснюється у вологому повітрі, утворюючи гідратований гадолінію(III) оксид (Gd2O3) з поверхні, що захищає метал від подальшого окиснення.
4 Gd + 3O2 → 2 Gd2O3
Гадоліній є сильним відновлювачем, який здатний відновлювати оксиди багатьох металів до елементного стану. Гадоліній повільно реагує з холодною водою і досить швидко з гарячою, з утворенням гідроксиду гадолінію:
2Gd + 6H2O → 2Gd(OH)3 + 3H2
Металічний гадоліній легко піддається дії розведеної сірчаної кислоти з утворенням розчинів, що містять безбарвні іони Gd(III), які існують в розчині як [Gd(OH2)9]3+-комплекси:
2Gd + 3H2SO4 + 18H2O → 2[Gd(H2O)9]3+ + 3SO42- + 3H2
Гадоліній швидко реагує з галогенами (Hal2) при температурі близько 200 °C:
2Gd + 3Hal2 → 2GdHal3

#### Хімічні сполуки
У переважній більшості своїх сполук, гадоліній має ступінь окислення +3. Відомі всі чотири тригалогеніди гадолінію. Всі вони білі, за винятком йодиду, який має жовте забарвлення. Найбільш розповсюджений з галогенідів — гадолінію (III) хлорид (GdCl3).
Оксид цього металу легко розчиняється в кислотах, з утворенням солей, таких як гадолінію(III) нітрат.
Гадоліній(III), як і більшість іонів лантаноідів, утворює координаційні комплекси з високими координаційними числами. Ця тенденція використовується при утворенні комплексів із хелатуючими агентами, наприклад, DOTA, октадентатним лігандом. Солі [Gd(DOTA)]- можуть бути використані в магнітно-резонансної томографії. Для застосування як МРТ-контрасту було розроблено різні хелатні комплекси гадолінію, в тому числі діаміди гадолінію.
Сполуки гадолінію з меншим ступенем окиснення як правило відомі у твердому стані. Гадолінію(II) галогеніди отримують шляхом нагрівання галогенідів Gd(III) в присутності металевого Gd у танталових тиглях у інертній атмосфері. Гадоліній також утворює сесквіхлорид Gd2Cl3, який може бути відновлений до GdCl при температурах близько 800 °C. Гадолінію(I) хлорид має шарувату, подібну до графітової структуру.

### Ізотопи
Природні ізотопи гадолінію це 6 стабільних ізотопів, 154Gd, 155Gd, 156Gd, 157Gd, 158Gd і 160Gd, і одного радіоізотопу, 152Gd. З них усіх 158Gd є найбільш поширеним (24,84%). Передбачуваний подвійний бета-розпад 160Gd ніколи не спостерігався (тільки нижня межа оцінки періоду напіврозпаду більше 1,3×1021 років).
Двадцять дев'ять радіоізотопів гадолінію було охарактеризовано, найбільш стабільним з них є альфа-активний 152Gd (природний) з періодом напівроспаду 1,08×1014 років, та 150Gd з періодом напівроспаду 1,79×106 років. Всі інші радіоактивні ізотопи мають період напіврозпаду менше 74,7 року. Більшість з них мають період напіврозпаду менше 24,6 секунди. Відомо 4 метастабільні ізомери найбільш стабільні з яких 143mGd (T½=110 секунд), 145mGd (T½=85 секунд) and 141mGd (T½=24,5 секунди).
Ізотопи з малими атомними масами, наприклад 158Gd в першу чергу розпадаються шляхом К-захоплення в ізотопи Європію. Більш масивні ізотопи розкладаються шляхом бета-розпаду з утворенням ізотопів тербію.

## Розповсюдження в природі

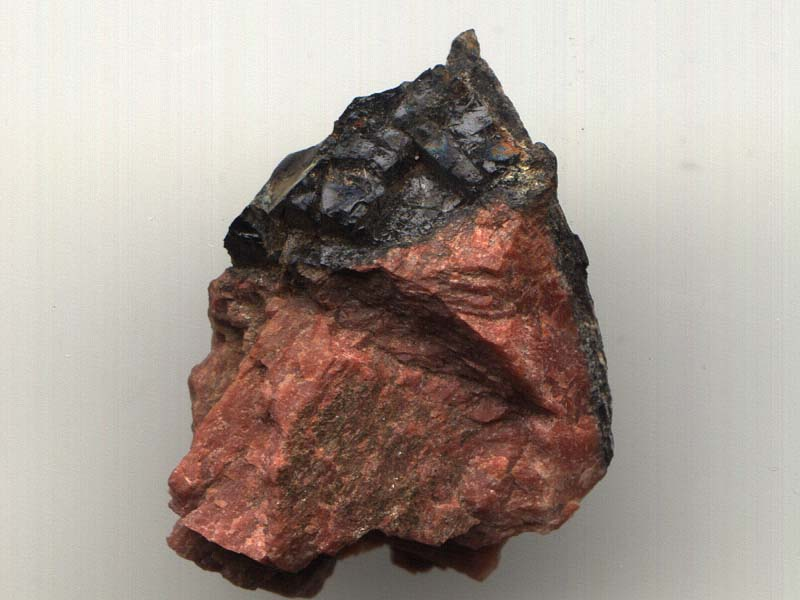
Гадолініт

Гадоліній є складовою багатьох мінералів, таких як монацит і бастнезит. Метал має дуже високу реакційну здатність і тому не може існувати у природі. За іронією долі, як зазначалося вище, мінерал гадолініт фактично містить тільки сліди Gd. Вміст Gd в земній корі становить близько 6,2 мг/кг. Основним видобуток Gd припадає на Китай, США, Бразилію, Шрі-Ланку, Індію та Австралію з очікуваними запасами, що перевищують один мільйон тонн. Світове виробництво чистого гадолінію становить близько 400 тонн на рік.

## Виробництво
Гадолінію проводиться як з монациту так і з бастнезиту.
1. Щебінь корисних копалин обробляється соляною або сірчаною кислотою, які перетворюють нерозчинні оксиди в розчинні хлориди і сульфати.
2. Кислі фільтрати частково нейтралізують каустичною содою до рН 3-4. Торій осідає у вигляді гідроксиду і видаляється.
3. Фільтрат обробляють оксалатом амонію, щоб перетворити рідкісні землі в їх нерозчинні оксалати. Оксалати перетворюють в оксиди при нагріванні.
4. Оксиди розчиняються в HNO3, що відокремлює один з основних компонентів, церій, оксид якого не розчиняється в HNO3.
5. Розчин обробляють нітратом магнію для отримання суміші подвійних солей магнію та гадолінію, самарию і європію.
6. Солі, розділяють за допомогою іонообмінної хроматографії.

Металічний гадоліній отримують з його оксиду або солі при нагріванні з кальцієм при температурі 1450 °C в атмосфері аргону. Губка гадолінію може бути отримана за рахунок відновлення розплавленого GdCl3 відповідним металом при температурі нижче 1312 °C (температура плавлення Gd) та при зниженому тиску.

## Застосування
Гадоліній не має якогось одного великомасштабного застосування, але має цілий ряд спеціалізованих застосувань.
Гадоліній має найвищий переріз захоплення нейтронів серед усіх стабільних нуклідів: 61 000 барн для 155Gd і 259 000 барн для 157Gd. 157Gd використовують для опромінення пухлин у нейтронній терапії. Цей елемент є дуже ефективним для використання в нейтронній радіографії і в екрануванні ядерних реакторів від нейтронів. Він використовується як поглинач нейтронів в аварійних системах відключення в деяких ядерних реакторах, зокрема типу CANDU.Гадоліній також використовується в морських ядерних установках як отрута для ядерної реакції.
Гадоліній має незвичайні металургійні властивості, всього лише 1 % гадолінію підвищує працездатність та стійкість заліза, хрому, та пов'язаних з ними сплавів до високих температур і окислення.
Гадоліній є парамагнетиком за кімнатної температури, з феромагнітною точкою Кюрі 20 °C. Парамагнітні іони, такі як гадоліній, рухаються по-різному в магнітному полі. Ця риса робить гадоліній корисним для магнітно-резонансної томографії (МРТ). Комплексні сполуки гадолінію використовуються як внутрішньовенні МРТ контрастні речовини, щоб підвищити якість зображень в медичній магнітно-резонансної томографії і магнітно-резонансній ангіографії (MRA). Magnevist є найбільш поширеним препаратом.
Нанотрубки, що містять гадоліній, отримали назву «gadonanotubes». Вони у 40 разів ефективніші, ніж традиційні контрастні речовини з гадолінію. Контрастні речовини на основі гадолінію накопичується в тканинах тіла. Це накопичення забезпечує більший контраст між здоровими і хворими тканинами, що дозволяє лікарям більш ефективно виявляти незвичайні нарости, клітини й пухлини.
Як люмінофор гадоліній використовується також для побудови зображень. Оксисульфід гадолінію легований тербієм (Gd2O2S:Tb) міститься в шарі рентгенівського люмінофора, в часточках неорганічної речовини, вміщених у полімерну матрицю детектора. Шар люмінофора перетворює рентгенівські промені на видиме світло. Цей матеріал випромінює зелене світло (540 нм) завдяки наявності Tb3+, що дуже важливо для підвищення якості знімків. Перетворення енергії Gd-люмінофором досягає 20%, тобто одна п'ята частина рентгенівського випромінювання, яка потрапляє на шар люмінофора, може бути перетворена на світло. Оксіорктосилікат гадолінію (Gd2SiO5, так званий GSO, легований 0,1-1% Ce) використовується для виготовлення монокристалів, які застосовуються як сцинтилятори в таких галузях медичної візуалізації, як позитрон-емісійна томографія або для виявлення нейтронів.
Гесаборид гадолінію GdB6 (як і деякі інші гесабориди РЗЕ) має дуже низьку роботу виходу електрону, тому його можна застосовувати як електрод вакуумних приладів.
Ізотоп гадолінію-153 виробляється в ядерному реакторі. Він має період напіврозпаду 240±10 днів і випромінює гамма-випромінення з сильними піками в 41 кеВ та 102 кеВ. Він використовується в радіомедицині. Він також використовується як джерело гамма-випромінювання в рентгенівському вимірюванні поглинання в дослідженнях щільності кісткової тканини (зокрема, для виявлення остеопорозу), а також у портативних рентгенівських системах формування зображень «Lixiscope».
Гадоліній використовується для виготовлення гадоліній-ітрієвого гранату, Gd:Y3Al5O12, він має цікаві оптичні властивості, зокрема в мікрохвильовому діапазоні та використовується в виготовленні різних оптичних компонентів, а також як матеріал-субстрат для магніто-оптичних плівок.
Гадоліній-галієвий гранат (GGG, Gd3Ga5O12) було використано для імітації ювелірного діаманту та у комп'ютерній пам'яті.

## Біологічна роль
Gd(III)-іони, що містяться в розчині води доволі токсичні для ссавців. Тим не менш, хелатні форми Gd(III) набагато менш токсичні, тому що вони у незмінному вигляді виводяться через нирки з організму до того, як вільні іони гадолінію можуть бути зв'язані в тканинах. Через його парамагнітні властивості, хелатні сполуки гадолінію використовуються для внутрішньовенного введення як основна МРТ-контрастної речовини у МРТ-дослідженнях. Тим не менш, в деяких поодиноких випадках у пацієнтів з нирковою недостатністю, використання такого контрасту було пов'язано з розвитком рідкісних вузлових запальних процесів: нефрогенним системним фіброзом. Він використовується в експериментах з електрофізіології, щоб блокувати натрієві канали витоку і розтягнути іонні канали клітин.

## Безпека, токсичність
Вільні іони гадолінію, як часто повідомляється, вельми токсичні, але МРТ-контрастні агенти є хелатами і вважаються досить безпечними для використання. Токсичність іонів для тварин пов'язують з процесам, пов'язаним з функціонуванням кальцій-іонного каналу. Летальна доза (50 % тварин) становить близько 100–200 мг/кг. Не було зареєстровано тривалої токсичності після низьких доз іонів гадолінію. Токсичність досліджувалася на гризунах, проте показала, що комплекси гадолінію зменшують його токсичність відносно вільних іонів, принаймні, в 100 разів (тобто смертельна доза для Gd у хелатній формі збільшується у 100 разів).
Вважається, що таким чином токсичність гадолінієвого контрасту для людей буде залежати від сили хелатуючого агенту, однак ці дослідження ще не завершені. Близько десятка різних Gd-хелатних агентів були затверджені як контрастні агенти МРТ у світі.
Гадолінієві МРТ-контрастні агенти виявилися безпечнішими, ніж йодовані контрастні речовини, що використовуються в рентгенівської радіографії або КТ. Анафілактичні реакції зустрічаються рідко, приблизно в 0,03-0,1 %.
Незважаючи на це, гадолінієві агенти виявилися небезпечними для пацієнтів з нирковою недостатністю, у пацієнтів з тяжкою нирковою недостатністю при застосуванні цих агентів потрібен діаліз, оскільки є ризик рідкісної, але серйозної хвороби, званої нефрогенний системний фіброз (NSF). or nephrogenic fibrosing dermopathy, Хвороба нагадує склеродермію. Вона може проявитися декілька місяців після введення контрасту. Її зв'язок з гадолінієм, а не з молекулами носія підтверджується його появою тільки у випадку застосування хелатних агентів разом із гадолінієм.
Нинішні принципи правил в США в тому, що діалізні пацієнти повинні отримувати гадолінієвий агент тільки у випадках, коли це вкрай необхідно. Також рекомендується, що певні групи високого ризику повинні уникати контрастних засобів на основі Gd.